# Dekanska kiselina
Dekanska kiselina ili kaprinska kiselina (lat. capric) je zasićena masna kiselina. Njena formula je . Soli i estri dekanske kiseline se nazivaju dekanoatima ili kapratima. Termin kaprinska kiselina potiče od lat. capric - kozji, jer je sličnog mirisa.
Dekanska kiselina se javlja u prirodi u kokosovom ulju (oko 10%) i ulju palminog semena (oko 4%), inače ona nije tipična za biljna ulja. Ona je prisutna u mleku raznih sisara i u manjoj meri u drugim životinjskim mastima.